# Анчабадзе Гіві Олексійович
Гіві Олексійович Анчабадзе (26 квітня 1933, тепер Грузія — ?) — грузинський радянський державний діяч, секретар ЦК КП Грузії, заступник голови Ради міністрів Грузинської РСР, голова Ради міністрів Абхазької РСР. Член ЦК Комуністичної партії Грузії. Депутат Верховної Ради Грузинської РСР 10—11-го скликань.

## Життєпис
Закінчив Грузинський державний політехнічний інститут імені Леніна в Тбілісі.
З 1957 року — інженер-технолог, старший інженер-дослідник заводської лабораторії, заступник начальника центральної лабораторії, начальник цеху, головний диспетчер, начальник відділу технічного контролю, заступник головного інженера, секретар партійного комітету, головний інженер, директор Руставського заводу «Центроліт» Грузинської РСР.
Член КПРС з 1962 року.
У 1976—1980 роках — 1-й секретар Ленінського районного комітету КП Грузії міста Тбілісі.
У 1980—1983 роках — інспектор відділу ЦК КПРС у Москві.
28 вересня 1983 — 19 вересня 1985 року — заступник голови Ради міністрів Грузинської РСР.
17 серпня 1985 — 17 листопада 1989 року — секретар ЦК КП Грузії.
22 липня 1989 — 24 серпня 1990 року — голова Ради міністрів Абхазької РСР.
Потім — на пенсії.

## Нагороди
- орден Трудового Червоного Прапора (1976)
- орден Дружби народів (25.04.1983)
- медалі